# Rauer-Inseln
Die Rauer-Inseln (in Australien Rauer Group) sind eine Gruppe felsiger Inseln vor der Ingrid-Christensen-Küste des ostantarktischen Prinzessin-Elisabeth-Lands. Im südöstlichen Teil der Prydz Bay liegen sie zwischen der Zunge des Sørsdal-Gletschers und der Bucht Ranvik. Größte Insel der Gruppe ist mit einer Länge von 5 km Filla Island.
Der norwegische Kapitän Klarius Mikkelsen (1887–1941) entdeckte sie im Februar 1935 während seiner Fahrt mit dem Walfangschiff Thorshavn im Auftrag des Walfangunternehmers Lars Christensen. Namensgeber ist eine entsprechende Inselgruppe im norwegischen Oslofjord auf der Höhe der Stadt Tønsberg.

## Geologie
Die Gesteine der Rauer-Inseln enthalten sowohl archaische als auch paläoproterozoische Krustenbestandteile. Der magmatische Scherbinina-Schichtkomplex (SLC), eine polydeformierte und metamorphierte eisenreiche Tholeiit-Intrusion, ist von mehreren deformierten Metabasitischen Dykes durchdrungen. Diese weisen archaische Alter auf. Der SLC und drei dieser Dykegenerationen wurden von tonalitischen und trondhjemitischen Schichten intrudiert, welche für archaische felsische Orthogneise repräsentativ sind, die außerhalb des SLC vorhanden sind. Mittels Zirkondatierung konnte das magmatische Alter des SLC auf 2.844 mya bestimmt werden. Ein detritisches Zirkongebilde weist auf Protolithe (Ausgangsgesteine) hin, die bis zu 3.470 mya alt sind. Neben den magmatischen Gesteinen bildete sich auch eine biotit-, granat-, quarz- und feldspathaltige Paragneis-Sequenz mit geringfügigen metamorphierten mafischen Gesteinsanteilen. Beide zusammen machen ca. 50 Prozent der Aufschlüsse aus. Die Gesteine der Rauer-Inseln unterscheiden sich deutlich von nahe gelegenen Vestfoldbergen, welche überwiegend aus Orthogneisen mit einem Altersspektrum zwischen 2.526 und 2.487 mya bestehen.
Ein mesoproterozoisches tektono-thermales Ereignis wurde zwischen 1.030 und 1.000 mya anhand vom metamorphierten Intrusiva dokumentiert, bei dem Amphibolit-Fazies bis Granulit-Fazies erzeugt wurde. Zugleich entwickelten sich juvenile (neue) felsische Krustenbestandteile. Von 530 bis 510 mya ereigneten sich hochgradige Deformationen und Metamorphosen der Paragneise in südwestlichen Bereichen der Rauer-Inseln.
Es wird vermutet, dass sich die Rauer-Inseln als spätpaläoproterozoischer orogener Gürtel entwickelt haben. Während der Bildung Ostgondwanas hatte dieser tektonischen Kontakt mit dem ostindischen Singhbhum-Kraton, welcher durch den Mahanadi-Graben von den Ostghats getrennt wird.

## Seen
Auf den Rauer-Inseln gibt es eine Reihe von Seen (insbesondere Rauer 1, 3, 6 und 13 Lake), wegen Hypersalinität Gegenstand limnologischer Untersuchungen.